# 里贾纳大学
里贾纳大学（University of Regina）是位于加拿大薩斯喀徹溫省首府里贾纳的一所公立大學。在1911年创立时，她是一所教会中学。自1961年开始，它一直属于萨斯喀彻温大学的里贾纳校区。直到1974年，里贾纳大学正式独立。

## 画廊

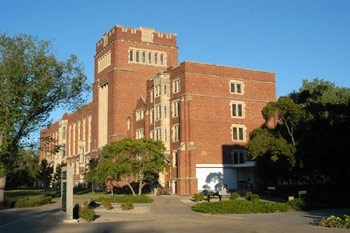
2010年西边的里贾纳大学
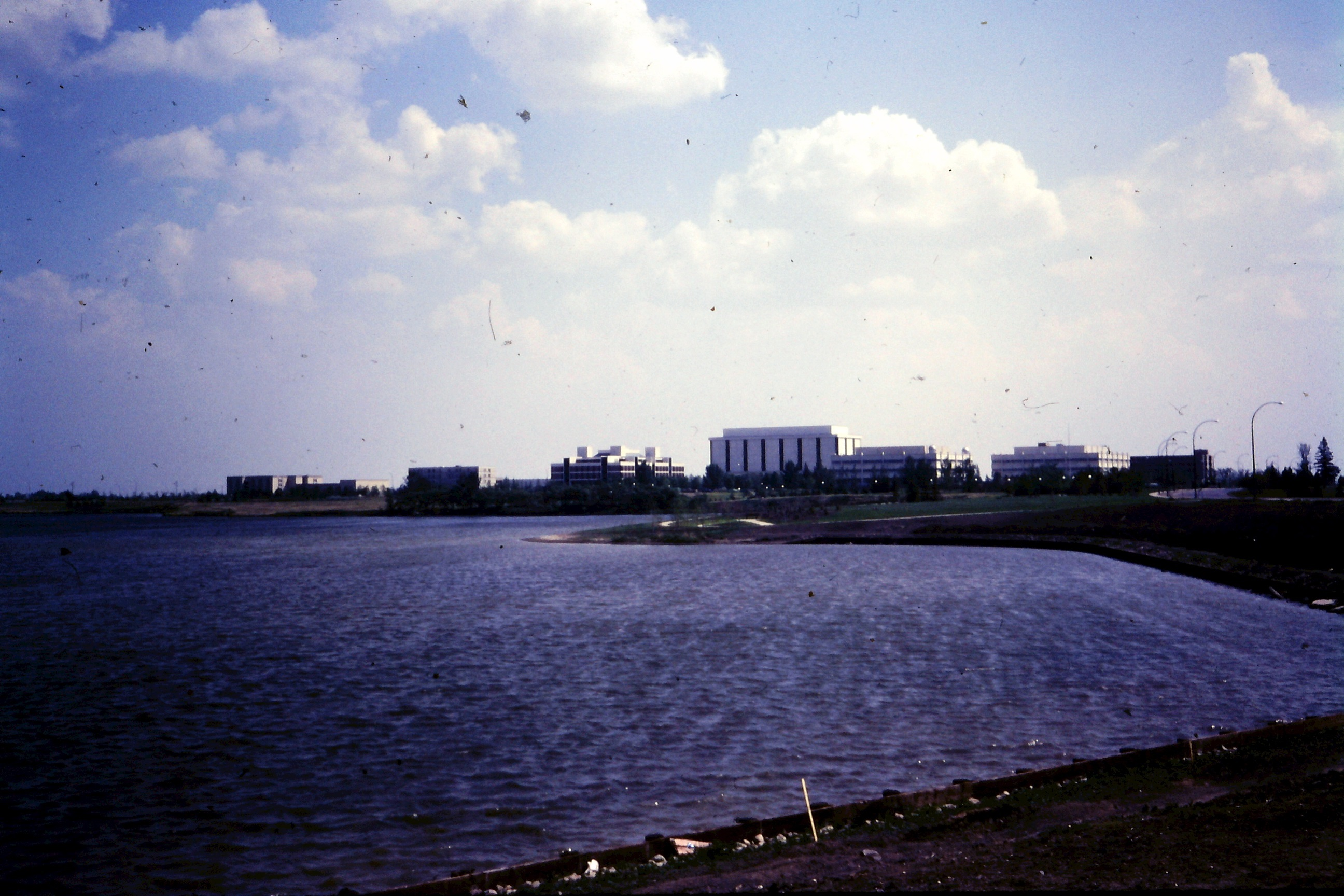
1974年6月在成为里贾纳大学之前的湖景
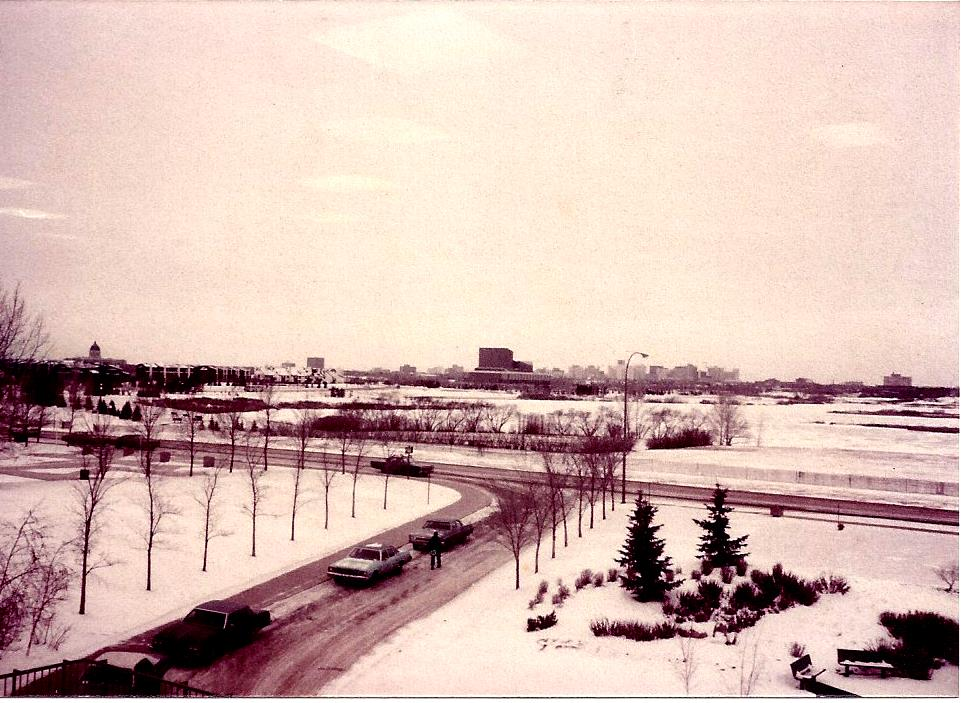
从实验大楼看艺术中心
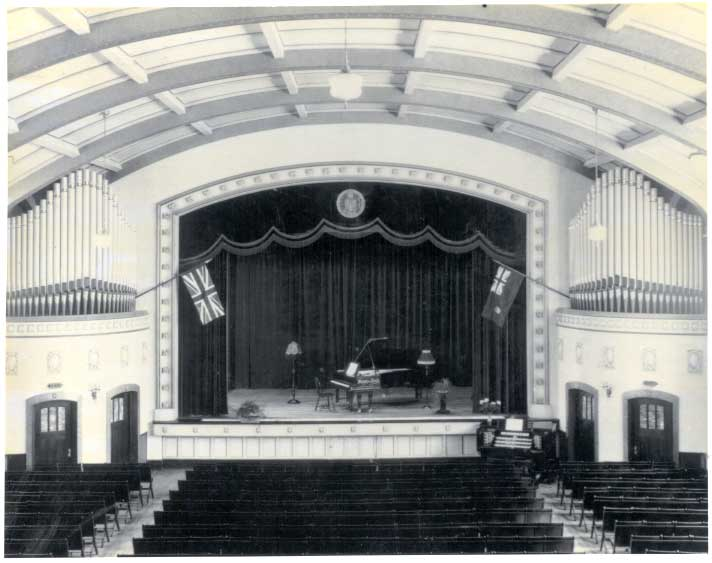
1930年的达克大厅
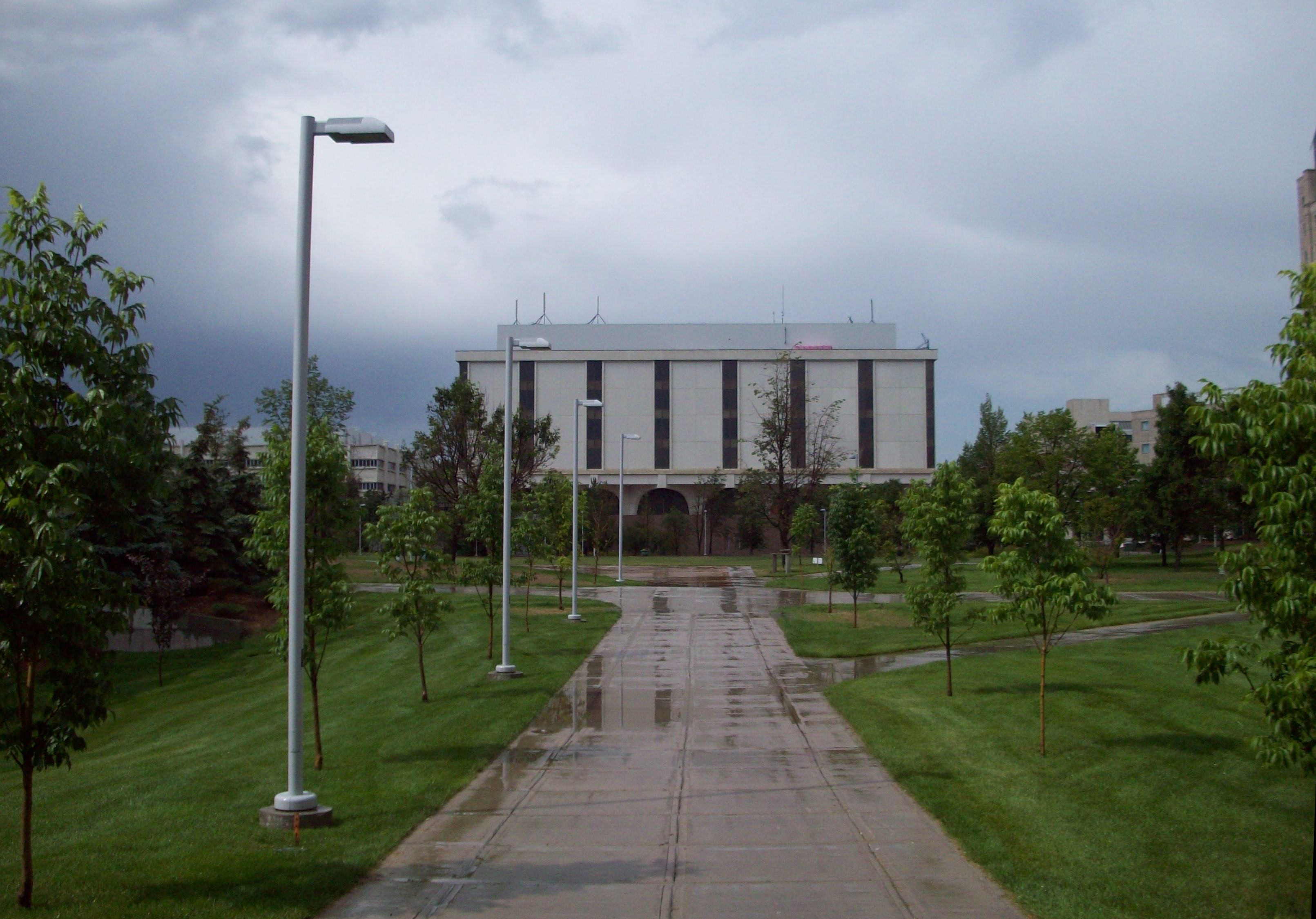
主校区图书馆
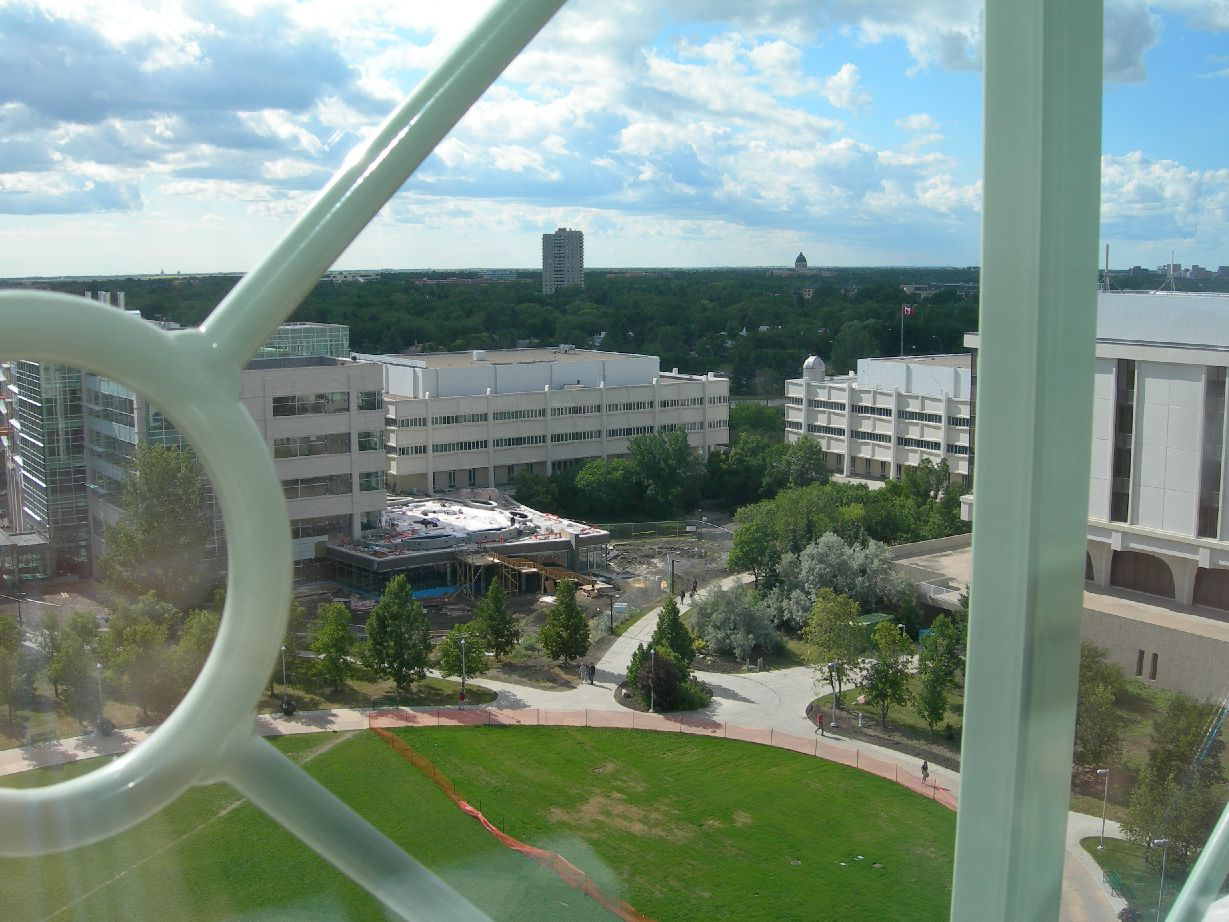
从南边看教学楼，档案馆，研究创新中心（正修建）
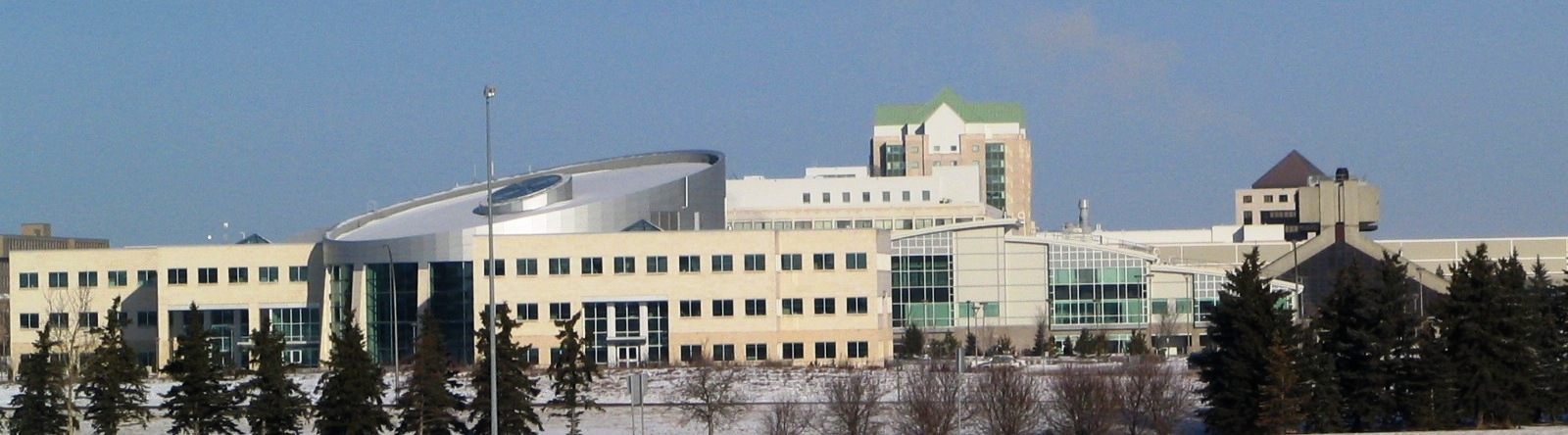
露台，里贾纳研究园区。南边住宅和LaRésidence酒店
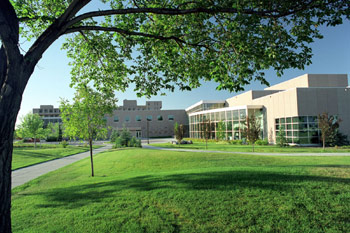
里德尔中心和学院西边
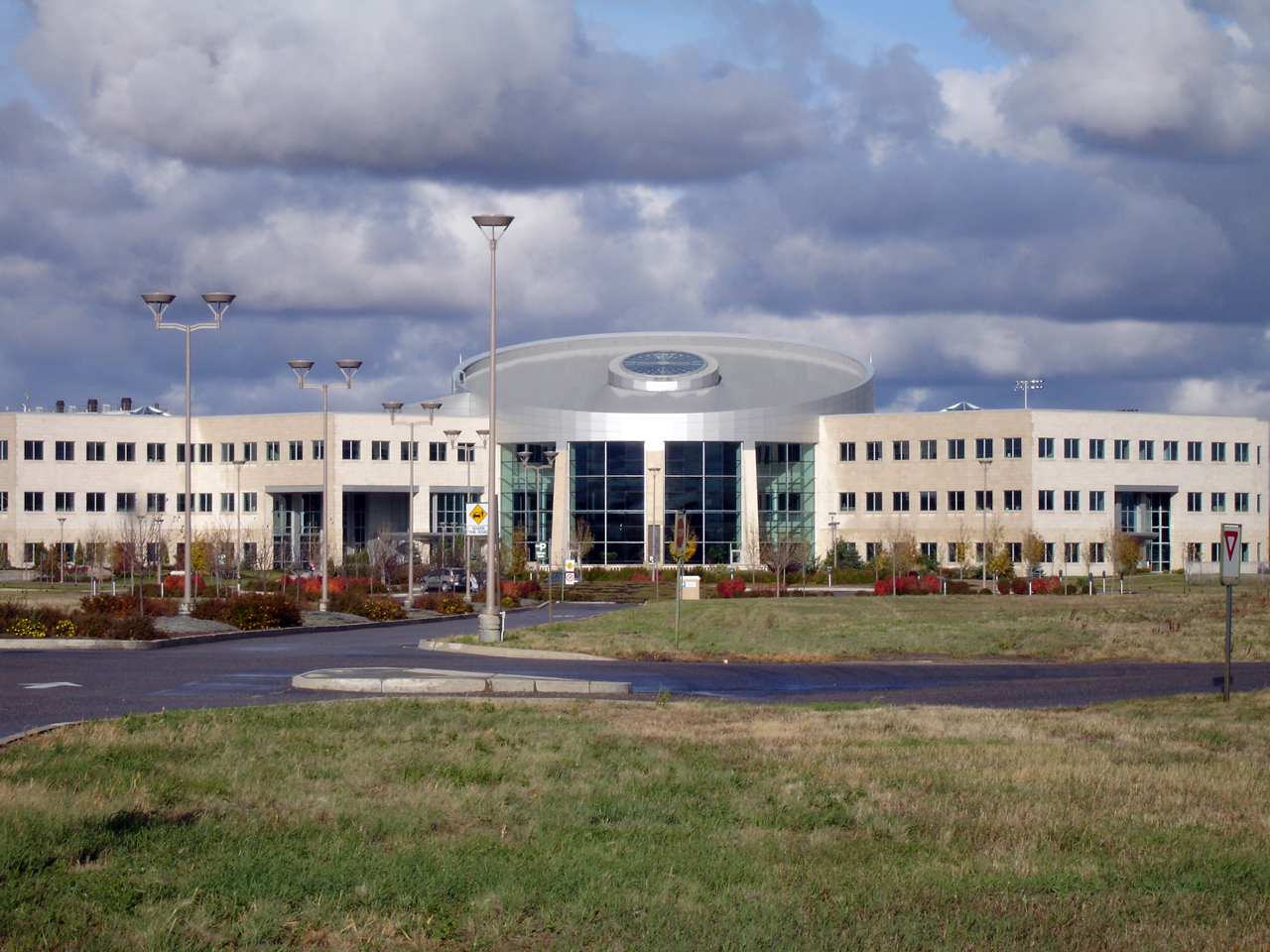
露台大厦，在研究园内